# João José Teodoro da Costa
João José Teodoro da Costa (Lages, 11 de setembro de 1849 — Lages, 21 de março de 1931) foi um jornalista e político brasileiro.
Filho de Laurentino José da Costa e de Prudência Emília Muniz de Saldanha Costa. Casou com Ana Domingues Vieira da Costa. Dentre outros tiveram o filho Otacílio Vieira da Costa.
Foi deputado ao Congresso Representativo da 1ª legislatura de Santa Catarina.
Foi deputado à Assembleia Legislativa de Santa Catarina na 4ª legislatura (1901 — 1903) e na 5ª legislatura (1904 — 1906).